# Rue Fernand-Holweck
Pour les articles homonymes, voir Holweck.
La rue Fernand-Holweck est une voie du 14e arrondissement de Paris, en France.

## Situation et accès
La rue Fernand-Holweck est une voie publique située dans le 14e arrondissement de Paris. Elle débute au 93, rue Vercingétorix et se termine au 10, rue du Cange.

## Origine du nom

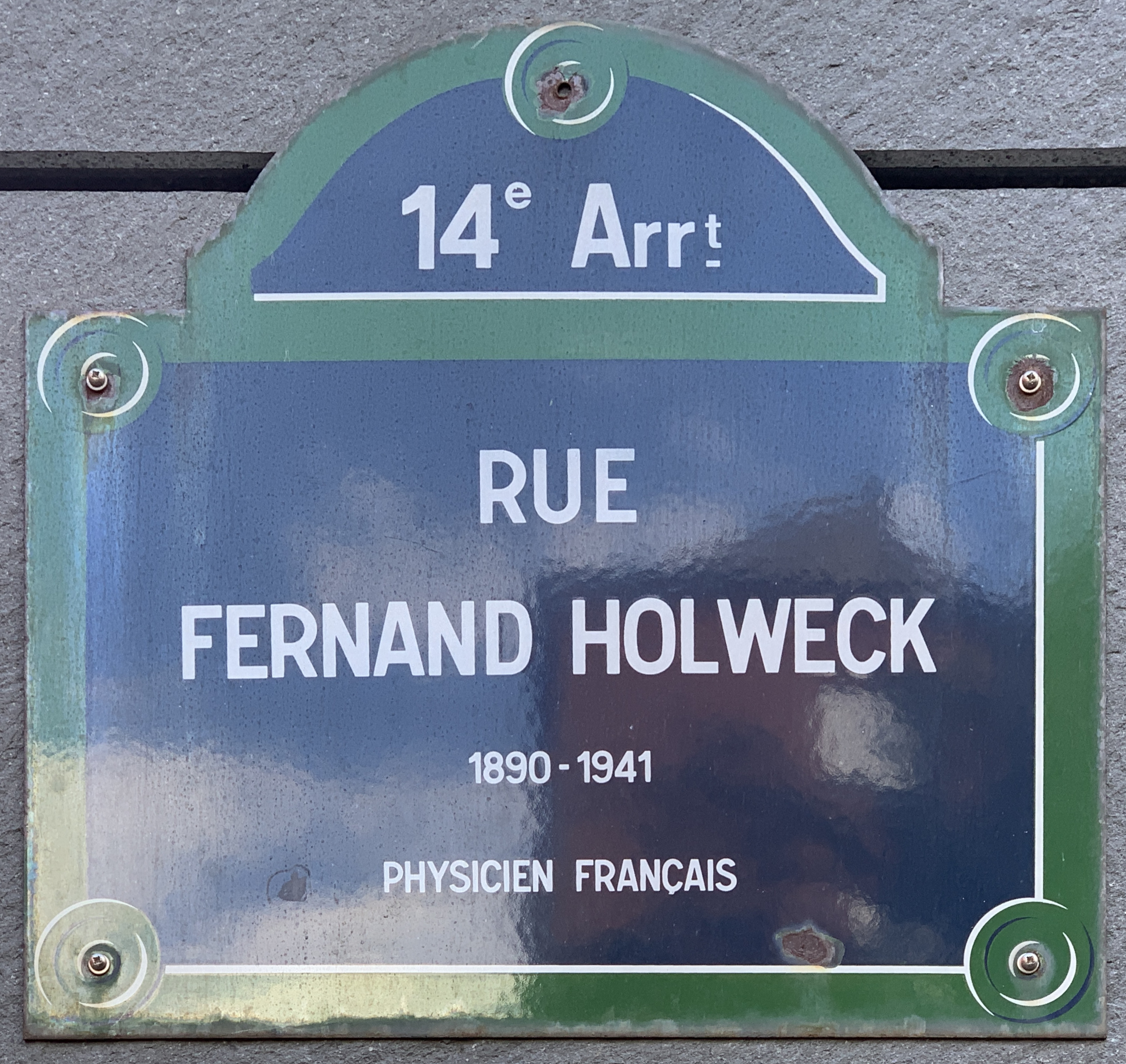
Plaque de la rue.

La rue a été baptisée en 1984 en l'honneur de Fernand Holweck (1890-1941), physicien et résistant français.

## Historique
La voie est créée dans le cadre de la zone d'aménagement concerté (ZAC) Guilleminot-Vercingétorix sous le nom provisoire de « voie W/14 ». Elle prend sa dénomination actuelle par arrêté municipal du 26 novembre 1984 et est inaugurée le 22 octobre 1986.